# Koszary Poniatowskiego w Bydgoszczy

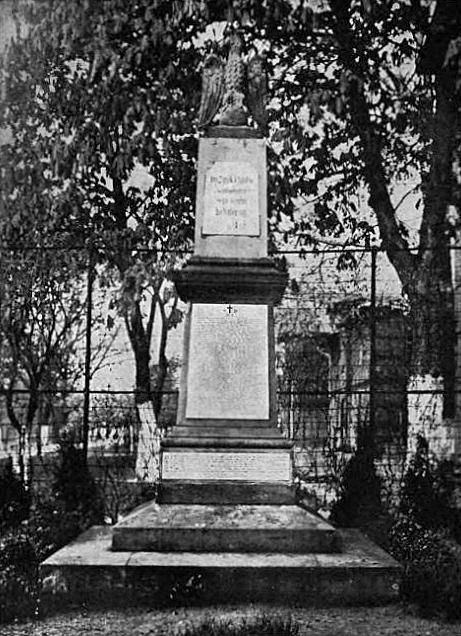
Pomnik poległych żołnierzy 16 puł.

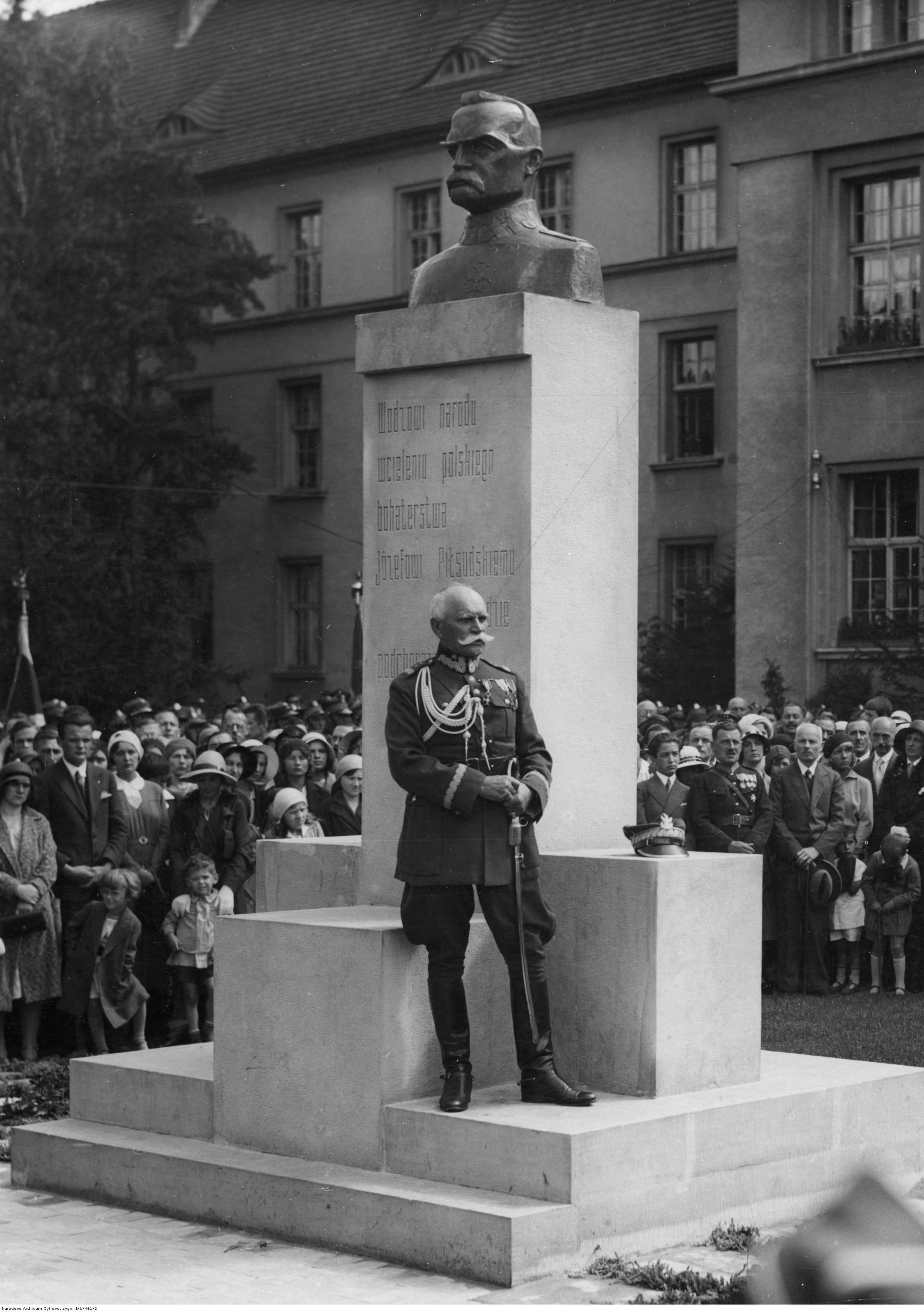
Odsłonięcie pomnika marszałka Józefa Piłsudskiego – przemawia gen. Osiński.

Koszary Poniatowskiego w Bydgoszczy – kompleks koszarowy znajdujący się na terenie garnizonu Bydgoszcz.
Przed I wojną światową stacjonował w nich niemiecki 3 pułk Dragonów Nowomarchijskich; w okresie II Rzeczypospolitej 16 pułk ułanów, a po II wojnie światowej jednostki ludowego Wojska Polskiego.

## Charakterystyka
Bydgoszcz była (jest) dużym garnizonem wojskowym. Znajduje się w nim kilkanaście obiektów koszarowych. Jeden z nich to Koszary Poniatowskiego  położone przy dzisiejszej ulicy Szubińskiej 2, a wzniesione w 1884 przez prywatnego inwestora na tzw. Wzgórzu Książęcym. Początkowo stacjonował w nim niemiecki 11 pułk dragonów, a od 1988 do wybuchu wojny 3 pułk grenadierów konnych.
Po I wojnie światowej, na mocy traktatu wersalskiego, część Pomorza została przyznana Polsce. Wkraczający 29 stycznia 1920 do Bydgoszczy 2 pułk Ułanów Wielkopolskich, zajął poniemiecki kawaleryjski kompleks koszarowy. Kompleks był w dobrym stanie technicznym, od zachodu sąsiadował z nimi rozległy, płaski teren, dogodny do ćwiczeń kawaleryjskich, a jednym z nielicznych mankamentów koszar była niewykończona kuchnia pułkowa.

Głównymi obiektami kompleksu były dwa duże, bliźniacze bloki koszarowe wykonane z muru pruskiego, usytuowane równolegle do ul. Szubińskiej. W pierzei ulicy znalazły się również: dom mieszkalny podoficerskiej kadry zawodowej i wozownia-magazyn. Za nimi, w głębi znajdowała się kuchnia ze stołówką-świetlicą, budynek dowództwa, magazyn i wolnostojące ustępy. Obszerny plac apelowy otaczał zespół stajni i trzy kryte ujeżdżalnie. Za stajniami znajdował się ambulans weterynaryjny, kuźnia, stajnia kontumacyjna oraz strzelnica i boisko. Przy koszarach ulokowano kasyno oficerskie.
9 marca 1920 pułk odjechał na front do Małopolski Wschodniej, a do bydgoskich koszar wrócił po zakończeniu wojny polsko-bolszewickiej 25 listopada 1920. W późniejszym okresie dokwaterowano w nich również 10 szwadron pionierów i 8 szwadron łączności. 1 maja 1921 przy bramie głównej koszar odsłonięto pomnik upamiętniający poległych żołnierzy pułku. Drugi pomnik – brązowe popiersie marsz. Józefa Piłsudskiego umieszczone na granitowym cokole, odsłonięto19 marca 1934 przed kasynem oficerskim.
Jeszcze w trakcie trwania kampanii wrześniowej, w Koszarach Poniatowskiego Niemcy urządzili obóz internowania przeznaczony dla polskich jeńców wojennych. Od 1940 kompleks wykorzystywany był do kwaterowania niemieckiego wojska.
Po II wojnie światowej koszary przejęło Wojsko Polskie. Wprowadziły się tu pododdziały 14 Dywizji Piechoty (45 pułk piechoty).  Pogarszający się stan techniczny skutkował wyburzaniem kolejnych obiektów i wznoszeniem w ich miejsce nowych. Przez zachodnią część terenu koszar poprowadzono nowe ulice i przeznaczono go pod budownictwo mieszkaniowe. Do dziś (2019) na terenie Centrum Szkolenia Sił Połączonych NATO istnieje były odnowiony budynek magazynu i budynek dowództwa pułku. Budynek mieszkalny pełni nadal swoje funkcje, natomiast w kasynie oficerskim mieści się żłobek, a zniszczony w czasie wojny pomnik poległych został zrekonstruowany.